# Lilly Marcou
 (octobre 2022).
Lilly Marcou, née le 9 juillet 1936 à Iași, est une historienne française d'origine roumaine, spécialiste du communisme.

## Biographie
Lilly Marcou est diplômée en littérature de l'université de Bucarest. Elle obtient en 1986 un doctorat en histoire à l'université de Paris Sorbonne.
Elle fait ensuite sa carrière au Centre d'études et de recherches internationales (CERI) de Sciences-Po. De 1975 à 1981, elle dirige un groupe de recherche sur le mouvement communiste international. De 1982 à 1988, elle enseigne à l'Institut d'études politiques de Paris.
À partir de 1993, elle consacre ses recherches à l'étude des archives soviétiques de l'époque stalinienne à Moscou.
En avril 2007, elle est nommée chevalier de la Légion d'honneur.

## Œuvres
- Le Kominform. Le communisme de guerre froide, Paris, Presses de Sciences-Po, 1977.
- L'Internationale après Staline, Paris, Grasset, 1979.
- Staline vu par les hôtes du Kremlin, Paris, Gallimard, 1979.
- Une Enfance stalinienne, Paris, PUF, 1982, 190 p. [lire un extrait]
- L'URSS vue de gauche (dir.), Paris, PUF, 1984, 200 p
- Les Pieds d'argile, le communisme mondial au présent, 1970-1986, Paris, Ramsay, 1986, 492 p.
- La Guerre froide, l'engrenage, Bruxelles, Éditions Complexe, 1987, 275 p.
- Les Défis de Gorbatchev, Paris, Plon, 1988, 275 p.
- Le Mouvement communiste international depuis 1945, Paris, PUF (coll. « Que sais-je ? »), 2e édition, 1990, 128 p.
- Ilya Ehrenbourg, un homme dans son siècle, Paris, Plon, 1992, 379 p.
- Elsa Triolet, les yeux et la mémoire, Paris, Plon, 1994, 419 p.
- Staline. Vie privée, Paris, Calmann-Lévy, 1996, 343 p.[2]
- Le Crépuscule du communisme, Paris, Presses de Sciences Po, 1997, 125 p.
- Des Partis comme les autres ? Les anciens communistes en Europe de l’Est, avec Guy Hermet, Bruxelles, Éditions Complexe, 1998, 165 p.
- Le Roi trahi, Carol II de Roumanie, Paris, Pygmalion, 2002, 345 p.
- Les Héritiers, Pygmalion, 2004.
- Napoléon face aux Juifs, Paris, Pygmalion, 2006, 180 p.
- Napoléon et les femmes, Paris, La Martinière, 2008, 239 p.

## Récompenses et distinctions
- Chevalier de la Légion d'honneur[Quand ?]